# Taiwan ai Giochi della XVI Olimpiade
Taiwan ha partecipato ai Giochi della XVI Olimpiade che si sono svolti a Melbourne dal 22 novembre all'8 dicembre 1956 
con una delegazione di 20 atleti impegnati in 5 discipline,
senza aggiudicarsi medaglie.

## Risultati

### Pallacanestro
| Atleta | Classifica |
| --- | ---------- |
| V · D · M Nazionale taiwanese - Pallacanestro ai Giochi della XVI Olimpiade 3 Ling · 4 Hoo · 5 Chien · 6 Tong · 7 Wang · 8 Chu · 9 Ng · 10 Yung · 11 Lai · 12 Chen · 13 Yap · 14 Loo · All. Bud Schaeffer | 11°        |
| Nazionale taiwanese - Pallacanestro ai Giochi della XVI Olimpiade |            |
| 3 Ling · 4 Hoo · 5 Chien · 6 Tong · 7 Wang · 8 Chu · 9 Ng · 10 Yung · 11 Lai · 12 Chen · 13 Yap · 14 Loo · All. Bud Schaeffer                                                                             |            |